# San Isidro (Vázquez de Coronado)
San Isidro – dystrykt w Kostaryce, w kantonie Vázquez de Coronado, w prowincji San José.

## Geografia
San Isidro ma powierzchnię 5,14 kilometrów kwadratowych i leży na wysokości 1 385 m n.p.m..

## Demografia
Według zliczenia ludności w 2011 roku w dystrykcie San Isidro mieszkało 16 325 mieszkańców.

## Transport

### Transport drogowy
Przez dystrykt San Isidro biegną następujące drogi krajowe:
- Droga krajowa nr 102
- Droga krajowa nr 216